# Thilakan
Surendranatha Thilakan (malayalam: സുരേന്ദ്രനാഥ തിലകന്, (15 de julio de 1935 - 24 de septiembre de 2012), conocido artísticamente como Thilakan, fue un actor de películas y teatro indio que protagonizó más de 200 películas en malayalam. Considerado como uno de los mejores actores de cine de la India, conocido por su excelencia en los roles de los personajes. Fue galardonado con el Padma Shri en 2009 por sus contribuciones a las artes.

## Filmografía

### Películas en malayalam
- God for Sale: Bhakthi Prasthanam (2012)
- Simhasanam (2012)
- Annum Innum Ennum (2012) ... Dr. Benjamin Bruno
- Ustad Hotel (2012) .... Kareem
- Koodaram (2012)
- Spirit (2012)
- Dracula 2012 (2012)
- Manjadikuru (2012)
- Indian Rupee (2011) .... Achutha Menon
- Arabipponnu (2011)
- Raghuvinte Swantham Rasiya (2011) .... Kuttappan Bhagavathar
- Chungakkarum Veshyakalum (2011) .... Unniyachan
- Kalabha Mazha (2011) ..... Madhava Menon
- Achan (2011) .... Alcalde Madhava Menon
- Yakshiyum Njanum (2010)
- Drona 2010 (2010)
- Kanmazha Peyyum Munpe (2010)
- Evidam Swargamanu (2009) .... Jermias
- Pazhassi Raja (2009) .... Kurumbranaadu Raja Veeravarma
- Makante Achan (2009) .... K. C. Francis
- Orkkuka Vallapozhum
- Red Chillies (2009) .... Comrade Maani Varghese
- Black Cat (2007)
- Eakantham (2007) .... Achutha Menon
- Prajapathi (2006) .... Vellodi
- Chinthamani Kolacase (2006) .... Veeramani Varier
- Nerariyan CBI (aka Oru CBI Diary Kurippu: Part IV) (2005) .... Kapra
- Sathyam (2004) .... Ayyappan Nair
- Vellinakshatram (2004)
- Koottu (2004) .... Dr. Hariharan
- Kilichundan Mampazham (2003) .... Chekutty Muthalali
- Kalyanaraman (2002) .... Meppattu Thirumeni
- Valkannadi (2002) .... Raghavan
- Randam Bhavam (2001)
- Mazha (2000)
- Narashimham (2000)
- Priyam (2000) .... Achan
- Pallavur Devanarayanan (1999) .... Pallavur Sreekanta Pothuval
- Prempujari (1999)
- Thachiledathu Chundan (1999) .... Vikraman Nair
- Veendum Chila Veettukaryangal (1999) .... Kochu Thoma
- The Truth (1998)... Patteri
- Chinthavishtayaya Shyamala (1998) .... Karunan Mash
- Elavamkodu Desam (1998) .... Mooss
- Mayilpeelikkavu (1998)
- Meenathil Thalikettu (1998)
- Nakshathra Tharattu (1998)
- Punjabi House (1998) .... Kaimal
- Sidhartha (1998) .... Raghavan
- Aniyathi Pravu (1997) .... Padre de Kunchacko Boban
- Bhoopathi (1997) .... Bawa/Chindan
- Manickakoodaram (1997)
- Nagarapuranam (1997) .... Sathya Narayanan
- Oral Mathram (1997) .... Shekhara Menon
- Poonilamazha (1997)
- Ullasappoonkattu (1997) .... John Fernández
- Kulam (1996)
- Yuvathurki (1996)
- Karma (1995)
- Peterscott (1995)
- Sphadikam (1995) .... Chacko Master
- Sundari Neeyum Sundaran Njanum (1995)
- Thacholi Varghese Chekavar (1995) .... Avarachan
- Chukkan (1994) .... Fired factory worker
- Gamanam (1994)
- Kinnaripuzhayoram (1994)
- Kudumba Visesham (1994) .... Madhavan Nair
- Minnaram (1994) .... Rtd Judge Mathews
- Pakshe (1994) .... Mohan Lal's father-in-law
- Pavithram (1994) .... Easwara Pillai
- Pingami (1994) .... Kumaran
- Agrajan (1994) ....
- Santhanagopalam (1994)
- Vendor Daniel State Licency (1994) .... Vendor Daniel
- Aagneyam (1993) .... Velu Asan
- Ammayana Sathyam (1993) .... R. Varghese Mathew
- Chenkol (1993) .... Padre de Sethu
- Ente Sreekuttikku (1993)
- MayaMayooram (1993)
- Aacharyan (1993)
- Kalippattam (1993) .... Urvashi's father
- Manichithrathazhu (1993) .... Brahmadattan Nampoothirippadu
- Samagamam (1993) .... Pallivathukkal Kariyachan
- Kauravar (1992) .... Aliyar
- Daivathinte Vikrithikal (1992) .... Kumaran
- Ezhara Ponnana (1992) .... Madhava Menon
- My Dear Muthachan (1992) .... Parameswaran
- Sadhyam (1992)
- Swaroopam (1992)
- Mahanagaram  (1992)...
- Mukhamudra  (1992)... Doble rol
- Dhanam (1991)
- Georgekutty C/O Georgekutty (1991) .... Itichen
- Godfather (1991) .... Balaraman
- Kadavu (aka The Ferry) (1991)
- Kilukkam (1991) .... Judge Nambiar
- Mookilla Rajyathe (1991)
- Sandesam (1991) .... Raghavan Nair
- Venal Kinavukal (1991) .... Gopalakrishnan Nair
- Kuttettan (1990) .... Thomas Chacko
- Oliyampukal (1990) .... John Mathew
- Mathilukal (aka The Walls) (1990)
- Ee Kannikoodi (1990) .... Simon
- Kattu Kuthira (1990)
- Maala Yogam (1990) .... Padre de Mukesh
- Perumthachan (aka The Master Carpenter) (1990) .... Raman
- Radha Madhavam (1990)
- Rajavazhcha (1990) .... Madhava Panikkar
- Sasneham (1990) .... Retired Stationmaster
- Vachanam (1989) .... Oficial de policía
- Adharvam (1989) .... Mekkadan
- Chakkikotha Chankaran (1989) .... Raghavan Thampi
- Chanakyan (1989) .... Madhava Menon
- Jathakam (1989) .... Appukuttan Nair
- Kaalal Pada (1989)
- Kireedam (1989) .... Achuthan Nair
- Naaduvazhikal (1989) .... Shankaran
- Varavelppu (1989) .... Ramakrishnan
- Varnam (1989) .... Major M. K. Nair
- Ammavanu Pattiya Ammalli (1989)... Menon
- Dhwani (1988) .... Vettukuzhi
- Kudumba Puranam (1988) .... Sankaran Nair
- Moonnam Pakkam (1988) .... Muthachan
- Pattana Pravesham (1988) .... Ananthan Nambiar
- Witness (1988) .... Vikraman Nair
- Mukthi (1988) .... Drunkard
- Thaniyavarthanam (1987)
- Achuvettante Veedu (1987) .... Damodaran Nair
- Amritamgamaya (1987) .... Kurup
- Manja Manthrangal (1987) .... Mathew Paul
- Nadodikkattu (1987) .... Ananthan Nambiar
- Sruthi (1987) .... Aasan
- Vilambaram (1987) .... James
- Ritubhetham (1987) ....
- Vratham (1987) ....
- Eennu Nathante Nimmi' (1986) .... Inspector policial
- Pranamam (1986) .... Padre de Aparna
- Ee Kaikalil (1986) .... Ummachan
- Gandhinagar 2nd Street (1986) .... Padre de Maya
- Ithile Iniyum Varu (1986) .... Kaimal
- Ennennum Kannettante (1986)
- Chilambu (1986) ....
- Irakal (1986) .... Mathukutty
- Kunjattakilikal (1986) .... Ayyappan Nair
- Namukku Parkkan Munthiri Thoppukal (1986) .... Padrastro de Sofía
- Oridathu (1986) .... Raman
- Panchagni (1986) .... Raman
- Akalangalil (1986) ....
- Pappan Priyappetta Pappan (1986)
- Sanmanassullavarkku Samadhanam (1986) .... Damodaran
- Ee Lokam Ivide Kure Manushyar (1985) .... Krishna Pillai
- Yathra (aka Yaatra) (1985) .... Jailor
- Ente Kanakkuyil (aka Ente Kanakuyil) (1985) .... Kuttan Nair
- Ayanam (1985) .... Priest
- Anu Bandham (aka Anubandham) (1985) .... Menon
- Aram + Aram = Kinnaram (1985) .... M.N.Nambiar
- Koodum Thedi (1985) .... Priest
- Noketha Doorathu kannum Nattu (1985)
- Thammil Thammil (1985) ....
- Ambada Njane (1985) ....
- Iniyum Katha Thudarum (1985)
- Katha Ithuvare (1985)
- Oru Kuda Keezil (1985) ....
- Akkachide Kunjuvava (1985) ....
- Vasantha Sena (1985) .... Unnithan
- Uyarangalil (1984) .... Police C.I
- Aattuvanchi Ulanjappol (1984) .... Karunakaran Nair
- Arante Mulla Kochu Mulla (1984) .... Bhargavan Pillai
- Engane Undasane (1984)
- Koottinilamkili (1984) .... Devasya
- Onnanu Nammal (1984) .... Padre de Sethu
- Oru Kochukatha Aarum Parayatha Katha (1984) .... Mammukka
- Panchavadi Palam (1984).... Ishak Tharakan
- Adaminte Variyellu (aka Adam's Rib) (1983) .... Purushothaman Nair
- Ente Mamattikkuttiyammakku (1983) .... Fr. Joseph Sebastian
- Prasnam Gurutharam (1983) .... Padre de Mohan
- Prem Nazirine Kanmanilla (1983) .... Ministro del Interior
- Lekhayude Maranam Oru Flash Back (1983) ....
- Yavanika (aka The Curtain Falls) (1982) (como Tilakan) .... Vakkachan
- Kolangal (aka Caricatures) (1981) .... Drunk
- Ulkadal (1979) .... Padre de Rahulan
- Gandarvakshetram  (1972)...
- Periyar  (1972)...Primera película.

### Películas en tamil
- Chatriyan
- Mettukudi
- Suyetchai MLA
- Nee Venunda Chellam
- Alibaba
- Villain